# Slovenija na mladinski pesmi Evrovizije
Slovenija bo na Mladinski pesmi Evrovizije kot samostojna država prvič nastopila leta 2014 na Malti.

## Slovenski udeleženci na Pesmi Evrovizije
Legenda
     Zmagovalec
     2. mesto
     3. mesto
     Zadnje mesto
     Ne nastopa v tem letu
| Leto      | Izvajalec      | Jezik             | Skladba       | Finale | Točke  |
| --------- | -------------- | ----------------- | ------------- | ------ | ------ |
| 2014      | Ula Ložar      | sln. in ang.      | Nisi sam      | 12.    | 29     |
| 2015      | Lina Kuduzović | sln, ang. in ita. | Prva ljubezen | 3.     | 112    |
| 2016–2021 | Odstop         | Odstop            | Odstop        | Odstop | odstop |